# Kardinalweber
Der Kardinalweber (Quelea cardinalis) ist eine afrikanische Art aus der Familie der Webervögel (Ploceidae). Außerhalb der Brutzeit ist der Kardinalweber häufig in großen Schwärmen zu beobachten. Er wird in Europa gelegentlich auch als Ziervogel gehalten.

## Beschreibung
Der Kardinalweber erreicht eine Körperlänge von 11 Zentimeter und zählt damit eher zu den kleineren Webervögeln. Die Stirn und die Brust sind purpurrot. Das übrige Gefieder ist braun und weist auf der Körperoberseite eine gelbliche Strichelung auf. Die Körperunterseite ist weißlich gelb mit braunen Flecken. Weibchen fehlt das Rot und haben ein insgesamt blasseres Gefieder. Jungvögel gleichen den Weibchen. Der Gesang ist ein lautes Quietschen und Zischen. Die Jungtiere haben ein spatzenähnliche Gefiederzeichnung.

## Verbreitung
Das Verbreitungsgebiet des Kardinalwebers reicht vom Süden des Sudan bis Tansania und den Osten Sambias.

## Lebensweise
Als Nahrung dienen ihnen vor allem Grassamen und Insekten. Zur Brutzeit lassen die Männchen eine laute schwätzende, ratternde oder zirpende Stimme ertönen. Sie ziehen in kleineren Gruppen meist lautstark durch die Graslandschaften und Wälder auf der Suche nach Nahrung und Wasser.

## Fortpflanzung
Das Nest wird aus weichen Gräsern gebaut. Es findet sich zwischen Gräser und Kräutern oder im Gebüsch. Das Gelege besteht aus zwei bis drei Eiern, die eine lila, rosafarbene oder hellblaue Schale haben und dunkel gefleckt sind. Die Brutzeit beträgt 14 Tage. Danach verbleiben die Jungen noch bis zu 24 Tage im Nest. Sie werden von den Elterntieren mit Insekten gefüttert.

## Unterarten
Es sind  zwei Unterarten anerkannt.
- Quelea cardinalis cardinalis (Hartlaub, 1880)[2] kommt im südlichen Sudan, südlichen Äthiopien, in Uganda, im nordwestlichen Kenia, in Ruanda und nordwestlichen Tansania vor.
- Quelea cardinalis rhodesiae Grant, CHB & Mackworth-Praed, 1944[3] ist im Südosten Kenias, in Tansania und in Sambia verbreitet.

## Gefährdung
Da diese Art noch weit verbreitet ist und es keinerlei Gefährdungen bekannt sind, wird sie von der IUCN als (Least Concern) nicht gefährdet einstuft.